# Aurypigment
Aurypigment, orpiment – rzadki minerał z gromady siarczków. Zbudowany jest z trisiarczku diarsenu, As2S3. Nazwy pochodzą od złożeniach dwóch łacińskich słów – aurum (złoto) oraz pigmentum (barwnik), co nawiązuje do jego barwy.

## Właściwości
Kryształy rzadkie, najczęściej małe, o pokroju krótkosłupkowym, często bliźniaki. Występuje w skupieniach zbitych, nerkowatych, wiązkowych, soczewkowatych, groniastych, pręcikowych, promienistych i ziemistych agregatów, tworzy często drobnokrystaliczne naloty. Typowe są skupienia płytkowe, w których pojedyncze płytki można wyginać. Jest prześwitujący lub przezroczysty. Rozpuszczalny w kwasie azotowym i wodorotlenku potasu; łatwotopliwy.

## Powstawanie i występowanie
Powstaje w wyniku procesów hydrotermalnych niskich temperatur częściej jako produkt ekshalacji wulkanicznych lub jako minerał wtórny po realgarze ;także w złożach węgla kamiennego. Towarzyszą mu najczęściej realgar, sfaleryt, stibnit, cynober, dolomit, kalcyt, kwarc, piryt oraz baryt.

## Miejsce występowania

### Na świecie
Został stwierdzony w Julamerku (Kurdystan), Acobambilla i Morococha (Peru), Łuchumsku (Kaukaz) oraz Binntal w Szwajcarii, w Macedonii Północnej, Chinach, USA, Turcji, Gruzji, Rumunii, we Włoszech.
W Polsce
Aurypigment został znaleziony w kredowych skałach fliszowych koło Baligrodu w Bieszczadach.

## Galeria

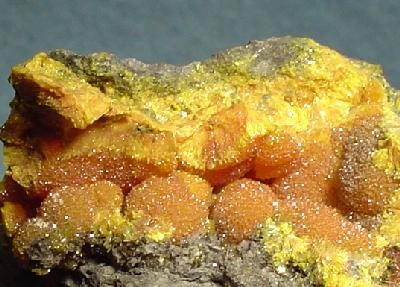
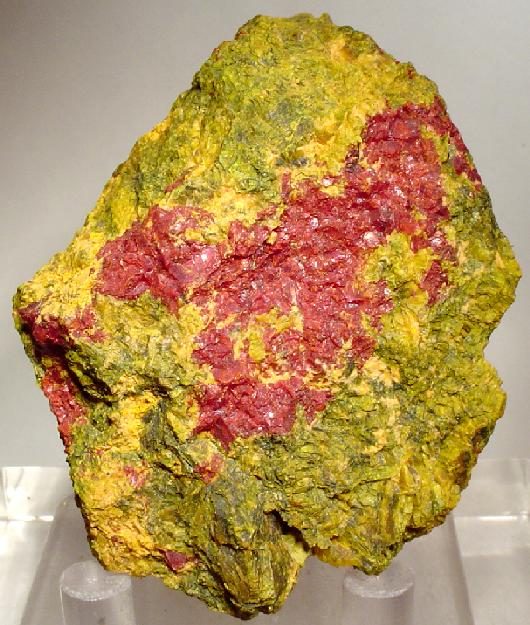
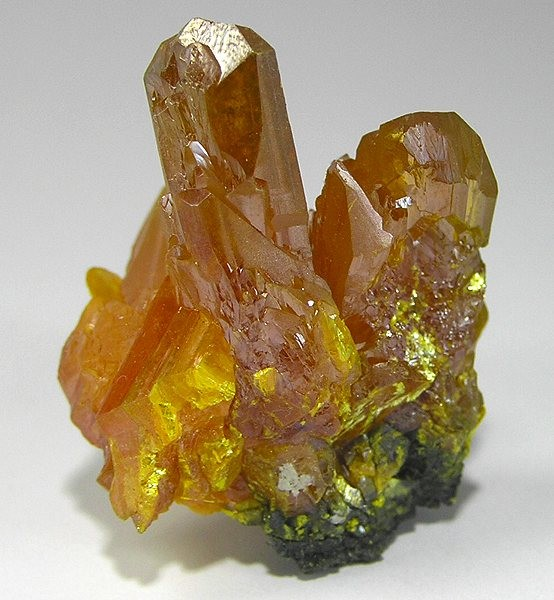
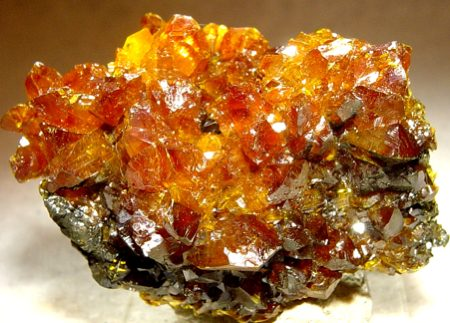
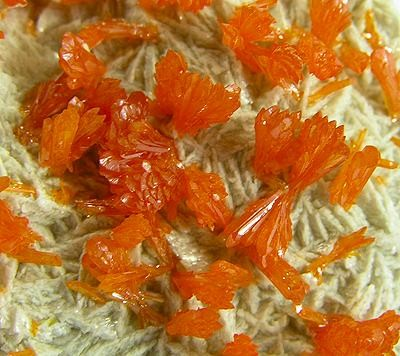